# Enrique Melkonian
Enrique Miguel Melkonian Stürmer (- Santiago de Chile, 30 de enero de 2013) fue un abogado y diplomático chileno. Fue embajador de Chile en Suiza (2010-2013), cónsul general de Chile en Buenos Aires (Argentina) y en München (Alemania), además de cónsul en las embajadas de Chile en Israel y en Ecuador, lugar donde adicionalmente fue encargado de asuntos económicos, comerciales y petroleros. Asimismo, asumió como representante de Chile ante la Organización de Naciones Unidas para el Desarrollo Industria (ONUDI), jefe de gabinete en el Sistema Económico Latinoamericano (SELA) y representante alterno ante la Corte Internacional de La Haya, quedando también a cargo de asuntos políticos, económicos, comerciales y de prensa en la embajada chilena en los Países Bajos.

## Biografía
Melkonian inició sus estudios escolares en el Liceo Alemán, en Chile, para luego continuarlos en el colegio Wohler Gymnasium, en Frankfurt, Alemania y posteriormente convalidarlos en el Instituto Nacional, cuando volvió al país. Egresado de la Universidad de Chile, y diplomático de carrera, además contaba con estudios en economía y en derecho internacional público en la Corte Internacional de Justicia en La Haya. Presidió la Asociación de Diplomáticos de Carrera (Adica), entidad que él fundó y presidió hasta su fallecimiento.
Tuvo vasta trayectoria como diplomático en el extranjero, fundó y dirigió la Corporación del Servicio Exterior. Fue cónsul general de Chile en Buenos Aires (Argentina) y en München (Alemania), además de cónsul en las embajadas de Chile en Israel y en Ecuador, lugar donde adicionalmente fue encargado de asuntos económicos, comerciales y petroleros. Asimismo, asumió como representante de Chile ante la Organización de Naciones Unidas para el Desarrollo Industria (ONUDI), jefe de gabinete en el Sistema Económico Latinoamericano (SELA) y representante alterno ante la Corte Internacional de La Haya, quedando también a cargo de asuntos políticos, económicos, comerciales y de prensa en la embajada chilena en los Países Bajos.
Su trabajo dentro del Ministerio de Relaciones Exteriores incluyó diversos cargos, como el de subdirector y profesor de la academia diplomática Andrés Bello, secretario de protocolo y jefe del departamento de comunicaciones de la Dirección General de Relaciones Económicas Internacionales (DIRECON). Además, Melkonian estuvo al mando de las direcciones de Europa, Europa del Este y Unión Soviética; de Asia, África y Oceanía; y de organismos internacionales. Asimismo, se desempeñó como jefe del departamento de medio ambiente y de los departamentos de inmigración y de estudios de la dirección consular, así como Director del Departamento de Asia, África y Oceanía.
Participó además muchas veces como representante de Chile en múltiples conferencias internacionales, entre las que se destacan la Conferencia de Naciones Unidas sobre el Agua, en Mar del Plata (Uruguay) y en la Conferencia Mundial sobre Desarrollo Industrial en Bangkok (Tailandia).
En el año 2010 es nombrado Embajador Extraordinario y Plenipotenciario de Chile en Suiza, su último cargo diplomático, porque fallecería mientras era embajador en enero de 2013.